# Großsteingrab Göddingen
Das Großsteingrab Göddingen war eine megalithische Grabanlage der jungsteinzeitlichen Trichterbecherkultur bei Göddingen, einem Ortsteil von Bleckede im Landkreis Lüneburg (Niedersachsen). Es wurde im 19. Jahrhundert zerstört. Sein genauer Standort ist nicht überliefert. Das Grab besaß ein rechteckiges Hünenbett mit einer Länge von 26 m und einer Breite von 8,76 m. Über die Grabkammer liegen keine Informationen vor.